# Estación de Alexandria (Ontario)
Alexandria es una estación de tren en Alexandria, Ontario, Canadá. Ubicada en McDougal Street, es una parada intermedia para todos los trenes de la línea  de Via Rail Ottawa-Montreal. La estación no tiene personal, tiene un refugio accesible para sillas de ruedas y quince espacios de estacionamiento al aire libre. En 1994, se convirtió en una Estación de Ferrocarril Designada como Patrimonio.

## Servicios ferroviarios
A partir de septiembre de 2020, la estación de Alexandria cuenta con 1 ruta nacional proporcionada por Via Rail, el principal operador ferroviario de pasajeros en Canadá. a partir del 1 de septiembre de 2020, las salidas se han reducido a 6 trenes por día debido a la pandemia de coronavirus.

### Ottawa-Quebec
| Tren | Operador | Origen | Paradas intermedias                                                                                                | Destino | Frecuencia |
| ---- | -------- | ------ | --- | ------- | ---------- |
| 22   | Via Rail | Ottawa | Casselman - Alexandria - Coteau - Dorval - Montreal - Saint-Lambert - Saint-Hyacinthe - Drummondville - Sainte-Foy | Quebec  | 1 por día  |
| 24   | Via Rail | Ottawa | Alexandria - Dorval - Montreal - Saint-Lambert - Drummondville - Charny - Sainte-Foy                               | Quebec  | 1 por día  |
| 28   | Via Rail | Ottawa | Casselman - Alexandria - Dorval - Montreal - Saint-Lambert - Saint-Hyacinthe - Drummondville - Charny - Sainte-Foy | Quebec  | 1 por día  |

### Quebec/Montreal-Ottawa
| Tren | Operador | Origen   | Paradas intermedias                                                                                                | Destino | Frecuencia |
| ---- | -------- | -------- | --- | ------- | ---------- |
| 633  | Via Rail | Montreal | Dorval - Alexandria - Casselman                                                                                    | Ottawa  | 1 por día  |
| 35   | Via Rail | Quebec   | Sainte-Foy - Charny - Drummondville - Saint-Hyacinthe - Saint-Lambert - Montreal - Dorval - Alexandria - Casselman | Ottawa  | 1 por día  |
| 39   | Via Rail | Quebec   | Casselman - Drummondville - Saint-Hyacinthe - Saint-Lambert - Montreal - Dorval - Coteau - Alexandria              | Ottawa  | 1 por día  |

- No hay servicio local entre la ciudad de Quebec, Sainte-Foy y Charny, o Saint-Lambert y Montreal.[4]